# Sonnenvogeljagen
Das Sonnenvogeljagen, auch Sonnenvogelaustreiben genannt, ist ein Brauch zu Petri Stuhlfeier, der besonders in Westfalen und speziell im Sauerland verbreitet war. Es gibt unterschiedliche Erklärungen für den Brauch. Oft wird er mit dem beginnenden Frühling oder Vertreibung von Ungeziefer in Verbindung gebracht.

## Brauch
Der Brauch wurde am 22. Februar, dem kirchlichen Gedenktag Kathedra Petri (volkstümlich Petri Stuhlfeier), ausgeübt. Dieser Tag gilt als Frühlingsanfang, in der Gesinde- und Tageslohns-Ordnung des Herzogtums Westfalen von 1423 ist er als Ende des Winter- und Anfang des Sommerhalbjahres festgesetzt: „… und de Somer sal an gan, an sunte peters daghe, als he to rome up den stol quam“ (und der Sommer soll anfangen am Sankt Peters Tag, als er zu Rom auf den Stuhl kam).
Es gibt unterschiedliche Varianten des Brauchs. Meist gehen Kinder oder nur Jungen von Haus zu Haus, klopfen mit einem Holzhammer an Türen, Pfosten oder Schwellen und singen dabei ein Lied oder sagen einen Spruch auf. Oft werden auch Gaben gesammelt. In Eversberg ging man dreimal um das Haus. In der Gegend um Warendorf und Beckum gingen die Bewohner durch ihr Haus und klopften gegen alle Türen. Auch klopfte der Hausherr mit einem Kreuzhammer an Eckpfosten der Häuser und Ställe. Anton Praetorius schrieb um 1600, dass ein Freund vor Sonnenaufgang zum anderen laufe und mit der Axt an die Tür schlage. In Goldbeck im Lippeschen sollen Schweinehirten den Brauch ausgeübt haben. Oft wird angegeben, dass der Sonnenvogel morgens ausgetrieben wurde, in Hagen zog man abends noch einmal umher. Johann Suibert Seibertz berichtete, dass um 1800 in Brilon jedes Schulkind einen aus Papier gebastelten Sonnenvogel auf einer langen Stange trug und am Ende der Festlichkeiten dem „Standbilde St. Peters als Siegeszeichen des Frühlings zu Füßen“ legte.
Die meisten Nachweise für den Brauch finden sich im Westfälischen, er war aber auch darüber hinaus bekannt. Nach Friedrich Woeste reichte er im Süden bis zur Lenne, dies kann aber nur deren Oberlauf betreffen, denn er war auch in Helden und im Oberbergischen bekannt. Erstmals nachgewiesen ist ein Kinderumzug zum Sonnenvogeljagen 1330, in Westfalen ist der Brauch seit dem 15. Jahrhundert überliefert. Um 1600 beschrieb ihn Anton Praetorius in seinem Bericht „von Zauberey und Zauberern“ für das Stift Münster. Der Brauch wurde 1635 in Soest und 1669 in der Grafschaft Mark verboten, da er als abergläubisch und heidnisch galt. Im 20. Jahrhundert wurde er nur noch selten gepflegt, in Hagen beispielsweise zuletzt um 1870 und in Allendorf bis etwa 1910. Es gibt aber auch Orte, in denen Kinder heute noch den Sonnenvogel jagen.

## Text
Es gibt unterschiedliche Texte, die beim Sonnenvogeljagen gesungen oder aufgesagt wurden. Im Plattdeutschen Wörterbuch ist folgender Text angegeben:
Riut, riut, Sunnenviuel!

Sünte Päiter is all dō.

Sünte Tigges folget nō,

is füör allen Düören dō.

Kläine Mius, gräote Mius,

alles Untuig iutem Hius.

Iut Kisten un Kasten,

iut allen Morasten,

iut Kellern un Muiern,

iut Schoppen un Schuiern.

In der Stäinkiulen dō saste inne verfiulen!

Bit gint Jōr um düese Teyt,

do kummet vey un raupet dey.
Heraus, heraus, Schmetterling!

Sankt Petrus ist schon da.

Sankt Matthias (24. Februar) folgt nach,

ist vor allen Türen.

Kleine Maus und große Maus,

alles Ungeziefer soll aus dem Haus heraus.

Aus Kisten und Kästen,

aus allen Ecken,

aus Kellern und Mauern,

aus Schuppen und Scheunen.

In der Steinkuhle sollst du verfaulen!

Bis nächstes Jahr um dieselbe Zeit,

dann kommen wir und rufen dich.
Anton Praetorius gab für das Stift Münster um 1600 folgenden Text an:
Herut, herut, Süllevugel,

Sünt Peters Stohlfier is nu kuemen,

Pass up dien Hus un Hof un Stall,

Heischoppen, Schür un anneres all

Bis van Dage üöwert Johr,

Dat di kien Schade widerfohr!

## Erklärungen
Der Name „Sonnenvogel“ kommt in vielen Varianten vor:
Sonnenvogel,
Sommervogel,
Süntevogel,
Sünteworm oder
Söllvogel,
dazu kommen noch regional unterschiedliche Aussprachen der Laute. Wegen dieser vielen Varianten ist eine gesicherte Ableitung der Herkunft schwierig.
In der Volksüberlieferung werden zwei Erklärungen für den Brauch genannt: das Austreiben des Winters und Aufwecken des Frühlings sowie das Vertreiben von Ungeziefer. Sonnenvogel bezeichnet im Sauerländer Platt allgemein einen Schmetterling, regional auch speziell einen gelben oder weißen Schmetterling oder gar einen Marienkäfer. Er wird als Zeichen des beginnenden Frühlings gesehen. Auch wird der Sonnenvogel als Lerche gedeutet oder steht für einen Papierdrachen. Die Brüder Grimm vermuteten im Sonnenvogel ein Symbol der Sonne. Der Wortteil Söll wird von einem nordischen Wort sol für Sonne hergeleitet, aber auch als Schwelle gedeutet (Süll = Schwelle). Woeste erklärte die Umdeutung damit, dass die Bevölkerung die ursprüngliche Bedeutung nicht mehr kannte, und sah darin den Ursprung für den Wandel von einem Frühlingsbrauch zu Beschwörungsformeln gegen Ungeziefer, unter der Schwelle oder im Holzwerk allgemein. Süntevogel ist möglicherweise eine Entstellung aus Sonnenvogel durch das nahestehende „Sünte Peter“ und „Sünte Tigges“. Woeste hat es auch einmal mit dem nordischen „sut fugla“, Trauer der Vögel, einer Umschreibung des Winters, in Verbindung gebracht, dann erklärte er es mit einer Bedeutung „aisig“ (schaurig, grauenhaft) des Wortes „sünte“, wozu auch die Form Sünteworm passt.
Neben dem Vertreiben des Winters soll der Brauch dazu dienen, Ungeziefer wie Kröten, Schlangen und Molche aus dem Haus zu treiben, oder gegen Viehkrankheiten vorbeugen. Durch Austreiben des Sünteworms soll Bauholz vor dem Holzwurm geschützt werden.
Die Ursprünge des Brauches wurden auch bei den Germanen gesucht. Woeste sah in den Schmetterlingen Symbole des „Frô“, der als Sonnengott auch Frieden und Fruchtbarkeit vorstand. Diese Schmetterlinge sollten aus ihren Verstecken gejagt werden. Andere sahen in den Sonnenvögeln und im Hammer Attribute Donars und deuteten das Niederlegen des Sonnenvogels als „Huldigung an St. Peter, der im Christentum den Bauerngott der Heiden besiegte und sein Erbe als Wettermacher übernahm.“